# برگ‌انجیری
 مونسترا(نام علمی: Monstera deliciosa) نام یک گونه از تیره گل‌شیپوریان است. این گونه حاوی گیاهان مختلف همانند Monstera Deliciosa, Monstera Peru, Monstera Adansonii و… است.
آنچه در ایران برگ انجیری می‌نامیم درواقع گیاهی ست با نام علمی مانسترا دلیسیوزا. به سبب داشتن برگ‌هایی بسیار بزرگ مانسترا نام گذاری شده (به معنای بسیار غول پیکر و هیولا مانند) و به سبب میوه خوش طعم این گیاه نام دلیسیوزا برآن گذاشته‌اند. این گیاهی به دلیل داشتن ظاهری متفاوت و خاص و برگ‌های پهن و بزرگ با بریدگی‌های منظم و تعدادی سوراخ در سراسر جهان طرفداران زیادی دارد.
برگ انجیری نامی اشتباه است که در ایران به مونسترا دلیسیوزا داده‌اند زیرا شباهتی به برگ انجیر ندارد و با Philodendron bipinnatifidum فیلودندرون برگ انجیری اشتباه گرفته شده‌است و کماکان صنعت گل و گیاه مونسترا دلیسیوزا را با فیلودندرون برگ انجیری به خاطر کمی شباهت یکی پنداشته‌است. مانسترا دلیسیوزا که به خاطر اندازه و شکل منحصر بفرد خود شناخته شده‌ترین برگ میان گیاهان را دارد در اروپا هم به خاطر سوراخ‌ها و شکاف‌هایش بین مردم به پنیر سوییسی Swiss cheese plant هم معروف است اما به شکل رسمی در همه جای دنیا به آن مانسترا می‌گویند. مانسترا به نور غیرمستقیم زیاد و خاک متخلخل و مرغوب و هوای مرطوب و فضای زیاد نیاز دارد. ایجاد تکیه گاه محکم برای این گیاه اهمیت دارد. در این گیاه با رسیدن به بلوغ، برگ‌ها از حالت ساده خارج شده و شکاف دار می‌شوند و با گذر زمان و کامل شدن رشد گیاه، سوراخ‌هایی نیز در قسمت میانی هر برگ پدید می‌آیند و همچنین شاهد رشد ریشه‌های هوایی ضخیم و قوی خواهید بود. انواع مونسترا نسبت به دیگر گیاهان مقاوم ترند اما کم‌آبی و کم نوری و سرما و خاک نامرغوب را تحمل نمی‌کند. هرچند مانسترا دوست دار رطوبت است اما خاک همیشه مرطوب و متراکم یکی از اصلی‌ترین عوامل پوسیدگی ریشه و مرگ این گیاه زیباست به همین جهت پرورش دهندگان حرفه ای، خاک این گیاه را با افزودن اجزای درشت تر همانند پرلیت، بارک، کوکوچیپس، لیکا و… متخلخل و دانه درشت می‌کنند. در این گیاه گل‌های سوسن مانند و میوهٔ خوردنی آن زمانی ظاهر می‌شود که گیاه در خزانه و شرایط مطلوب نگهداری شود.
مطابق برخی مراجع، دو زیرگونه از گیاه مانسترا دلیسیوزا موجود است که یکی را مانسترای مدل کوچک(small form) و دیگری را مانسترای غول آسا(giant form) می‌نامند. تنها تفاوت این دو در این است که در مانسترای کوچک، برگها حتی در سن بلوغ نیز به پهنی و بزرگی مانسترای غول آسا نمی‌شوند و سوراخ‌ها و شکاف‌های کمتری داشته و فاصله بندها در مانسترای کوچک بیشتر است. تفاوت دیگر که فقط پس از به بلوغ رسیدن هردو نوع قابل مشاهده خواهد بود این است که در نوع غول آسا، محل اتصال برگ به دمبرگ، ظاهر چین خورده‌ای دارد. در ایران اغلب اصطلاح برگ انجیری معمولاً به مانسترای فرم کوچک گفته شده و مانسترای غول آسا را مانسترا می‌خوانند.

## آیا برگ انجیری سمی است؟
برگ انجیری سمی نیست ولی میوه کال آن حاوی اسید oxalic است که اگر خورده شود، باعث تحریک فوری و دردناک، تورم، تاول و گرفتگی صدا می‌شود.

## شرایط نگهداری[۴]
- نور مناسب: شرایط نوری ایده‌آل این گیاه نیمه سایه می‌باشد و سعی کنید آن را به دور از نور مستقیم آفتاب نگهداری کنید.
- آبیاری: آبیاری زیاد برای گیاه مناسب نیست و حتماً باید بین دو آبیاری خاک گلدان خشک باشد.
- میزان رطوبت: برای تأمین رطوبت این گیاه بهترین روش غبار پاشی می‌باشد.
- خاک مناسب: فیلودندرون برگ انجیری خاک سبک را دوست دارد شما می‌توانید از خاک‌های آماده یا خاک کمپوست برای گلدان این گیاه استفاده کنید.
- تعویض گلدان: تعویض گلدان را یک سال درمیان یا هر وقت لازم بود، انجام دهید. اما خاک گلدان گیاه را هر سال عوض کنید. برای کنترل رشد گیاه می‌توانید گیاه را هرس کنید اما همراه با هرس گلدان را تعویض نکنید تا رشد برگ انجیری‌تان محدود شود. در هر بار تعویض گلدان، گیاه را در گلدانی تنها یک سایز بزرگ‌تر از گلدان قبلی‌اش بکارید.[۵]

## مشکلات برگ انجیری

#### علت زخم‌های سفید پنبه‌ای شکل روی برگ‌ها
این مشکل از حشره و آفت می‌باشد که با استفاده از سم حشره کش هر دو هفته یکبار تا زمان برطرف شدن مشکل گیاه را سم پاشی کنید.

#### دلیل کم شدن رشد گیاه فیلودندرون
کم شدن رشد گیاه به نور بستگی دارد، اگر نور محیط نگهداری گیاه کم می‌باشد آن را به محیط پر نور برده یا از نور مصنوعی استفاده کنید.

#### لکه‌های قهوه ای در وسط یا حاشیهٔ برگ‌ها
یکی از دلایل پدید آمدن لکه‌های قهوه ای گیاه فیلودندرون برگ انجیری غبار پاشی در نور آفتاب می‌باشد.

#### علت زرد شدن گل برگ انجیری
زرد شدن برگ‌های گل برگ انجیری معمولاً به دلیل آبیاری نادرست رخ می‌دهد؛ آبیاری بیش از حد می‌تواند باعث پوسیدگی ریشه‌ها شود و آبیاری کم نیز منجر به کمبود آب در گیاه می‌گردد. همچنین، نور نامناسب (خیلی زیاد یا خیلی کم)، کمبود مواد مغذی در خاک (مانند نیتروژن)، یا مشکلات دمایی (سرما یا گرمای زیاد) می‌توانند این مشکل را ایجاد کنند. بررسی شرایط نگهداری گیاه و تنظیم آبیاری و نور می‌تواند به بهبود وضعیت آن کمک کند.

## نگارخانه

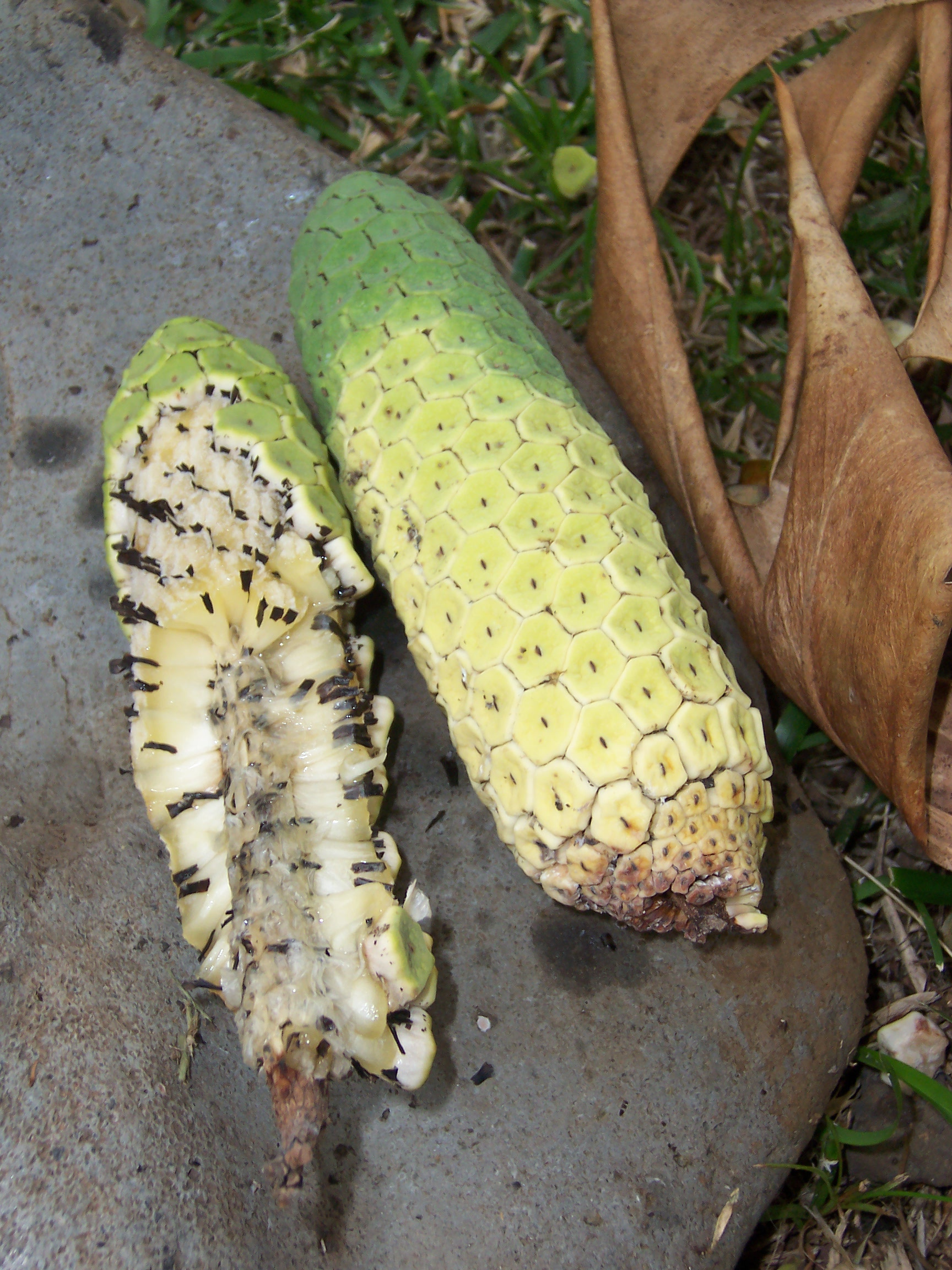
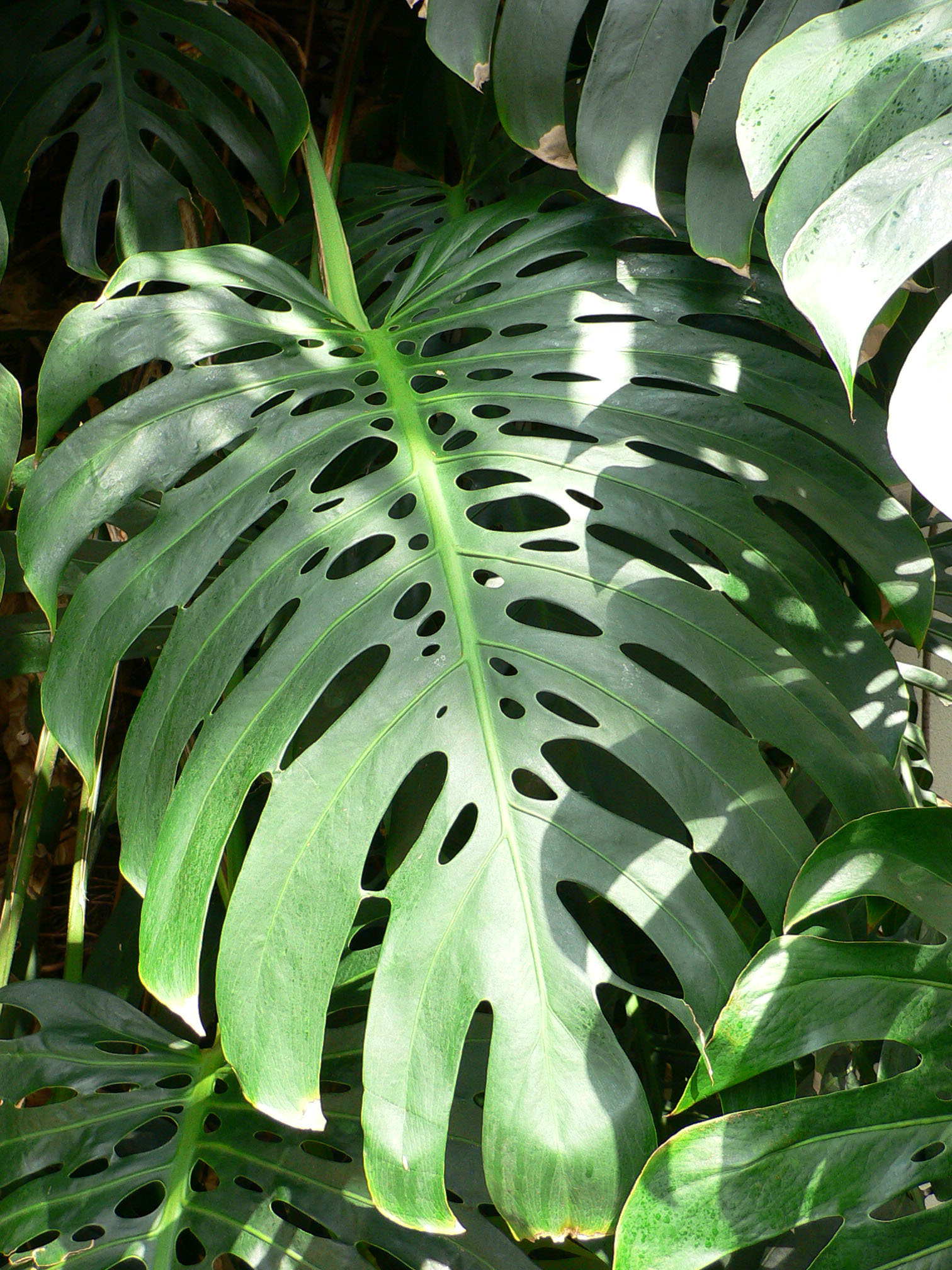
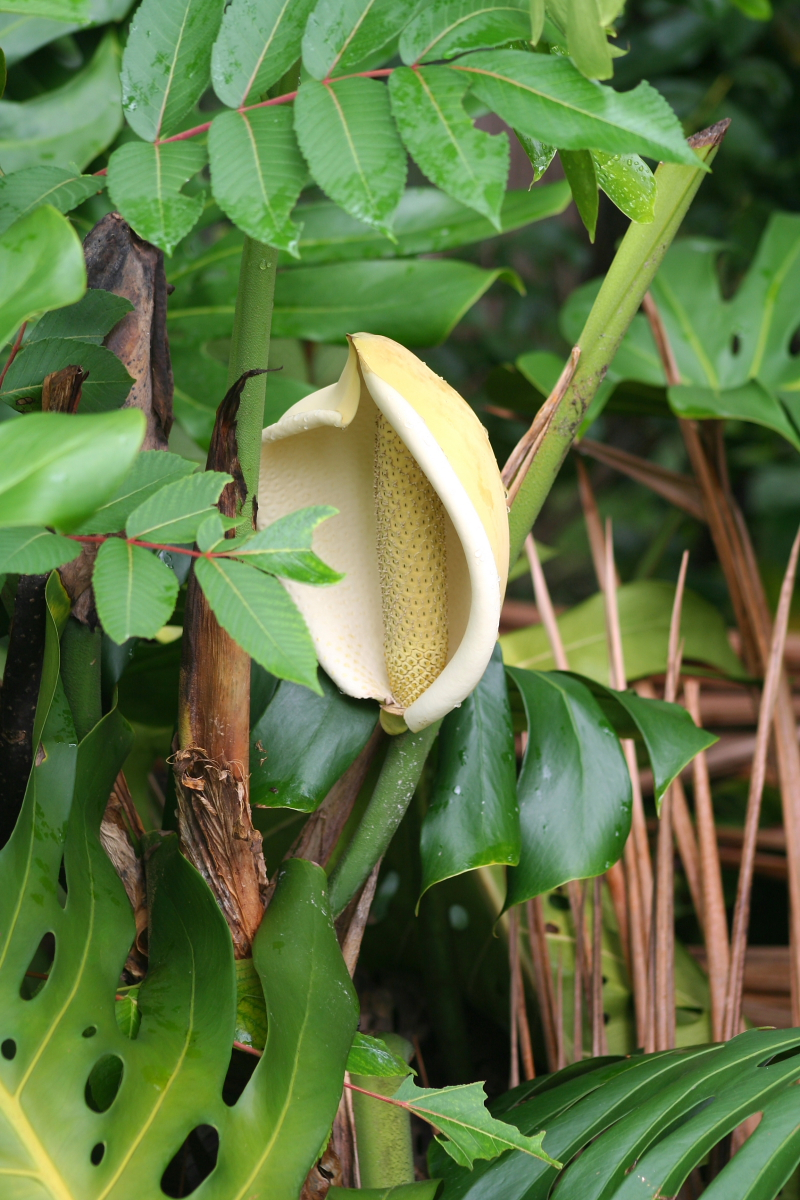
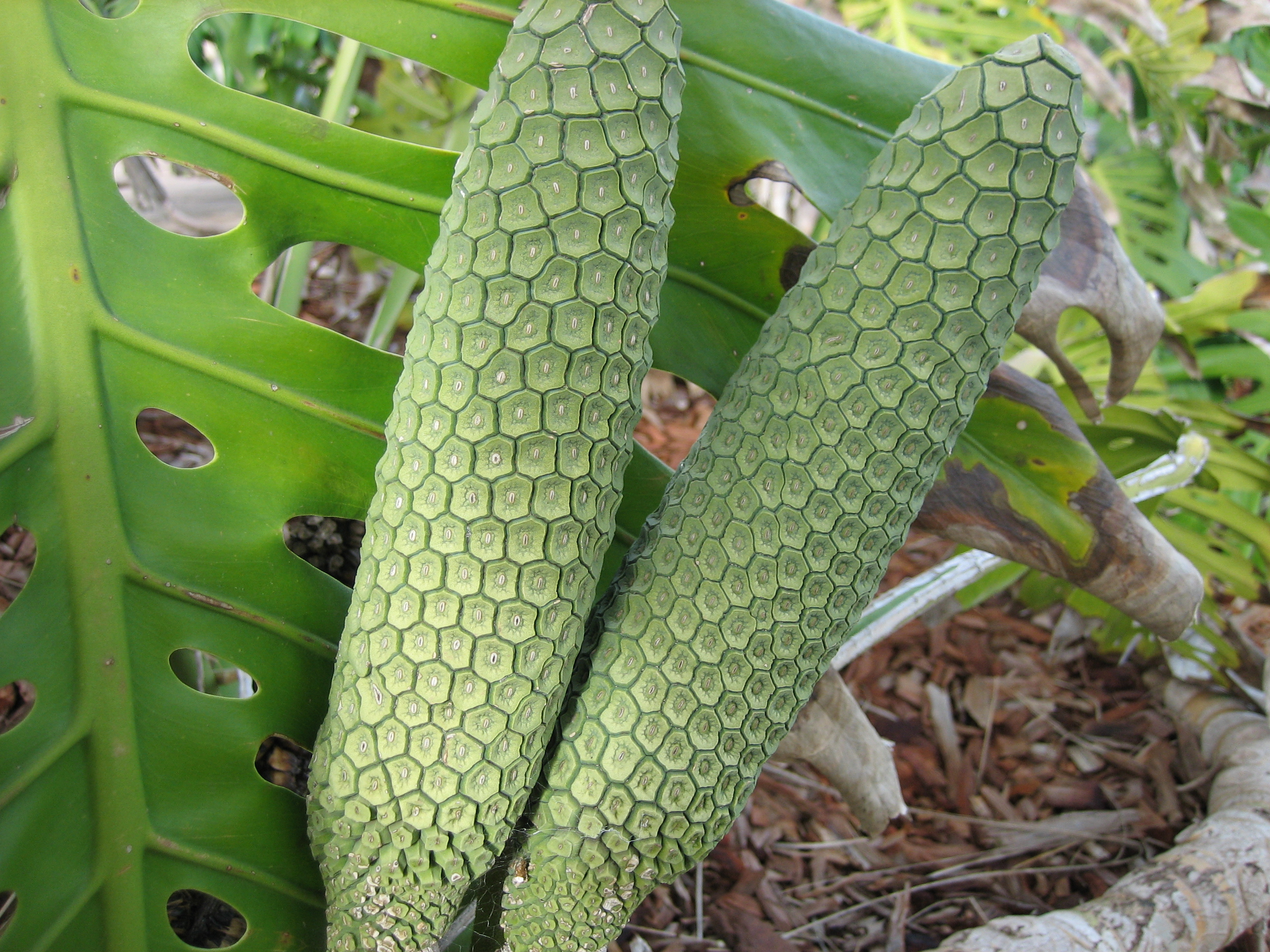